# 人見吉之助
人見 吉之助（ひとみ きちのすけ、1898年10月31日 - 没年不明）は、日本の映画監督、脚本家である。昭和初年のマキノ・プロダクションで活躍、脚本家・八田尚之とのコンビによる現代劇を得意とした。

## 来歴・人物
京都市西陣に生まれる。父・勘助は、牧野省三の幼少のころからの親友で、服部佐一郎、茨木宗一、新実八郎兵衛とともにつねに牧野を援助した人物である。人見吉之助は京都市立第二商業学校（のちの京都市立西陣商業高等学校、廃校）を卒業して上京、慶應義塾大学予科に入学するも、病気で1年次で中退、髙島屋装飾部に入社した。
その後、映画界入りの希望を父に申し入れ、1925年（大正14年）、牧野が同年設立したマキノ・プロダクションに入社、牧野および沼田紅緑の助監督となった。翌1926年（大正15年）1月に公開された沼田監督の『男達』と『走馬燈』の2作の脚本を書き、同年4月には27歳で監督に昇進、人見のオリジナル脚本による『わすれ髪』で監督としてでビュー、同作は同年5月6日に公開された。
監督デビュー以来、23本を監督した時点の1929年（昭和4年）7月25日に牧野省三が死去、没後50日を経た同年9月に牧野の長男・マキノ正博を中心とする新体制が発表され、人見は「監督部」に名をつらねた。以降、現代劇の主力として10本を監督したが、33歳を目前にした1931年（昭和6年）、同社は倒産して解散、それ以来の人見の消息は分からなくなった。

## おもなフィルモグラフィ
脚本
- 男達　1926年　監督沼田紅緑　※脚本デビュー作
- 走馬燈　1926年　監督沼田紅緑

監督
- わすれ髪　1926年　原作・脚本・監督　撮影田中十三　※監督デビュー作、同時上映連合映画芸術家協会『地蔵経由来』
- ひよどり草紙 第一篇　1928年　原作吉川英治、脚本内田菊子、主演マキノ梅太郎、共演松尾文人、岡島艶子、尾上松緑 (2代目)
- ひよどり草紙 第二篇　1928年　原作吉川英治、脚本内田菊子、主演松尾文人、岡島艶子
- ひよどり草紙 第三篇　1928年　原作吉川英治、脚本内田菊子、主演松尾文人、岡島艶子
- ひよどり草紙 第四篇　1928年　原作吉川英治、脚本内田菊子、主演松尾文人、岡島艶子
- ひよどり草紙 第五篇　1928年　原作吉川英治、脚本内田菊子、主演松尾文人、岡島艶子
- 三朝小唄　1929年　原作・脚本・監督　撮影木村角山、主演秋田伸一、岡島艶子
- 夫婦　1930年　原作・脚本八田尚之、撮影下村健二、主演秋田伸一、岡島艶子
- 恋愛病者　1930年　原作・脚本・監督　撮影下村健二、主演秋田伸一、岡島艶子
- 百パーセント結婚　1930年　原作・脚本八田尚之、撮影下村健二、主演秋田伸一、泉清子
- スヰートピー　1930年　原作・脚本八田尚之、撮影下村健二、主演秋田伸一、泉清子
- シボレー恋をのせて　1930年　原作・脚本八田尚之、撮影下村健二、主演中根龍太郎、砂田駒子
- 感情を遊ぶ女　1930年　原作・脚本石川孝臣、撮影下村健二、主演砂田駒子、児島武彦
- 人形になった女　1931年　原作・脚本・監督　撮影田辺憲治、主演横沢四郎、桜木梅子
- 背広の弥次喜多　1931年　原作・脚本八田尚之、撮影吉田俊作、主演秋田伸一、新見映郎　※最終作
- 龍太郎物語　1931年　原作・脚本八田尚之

## 関連事項
- マキノ・プロダクション （牧野省三）
- 八田尚之

## 註
1. 1 2 3  『日本映画監督全集』（キネマ旬報社、1976年）の「人見吉之助」の項（p.331）を参照。同項執筆は岸松雄。
2. ↑  立命館大学衣笠キャンパスの「マキノ・プロジェクト」サイト内の「1929年 マキノ・プロダクション御室撮影所 所員録」の記述を参照。